# Santa Clause
Santa Clause (The Santa Clause) è un film statunitense del 1994 diretto da John Pasquin.
È una pellicola di Natale, distribuita da Walt Disney Pictures e Hollywood Pictures, interpretata da Tim Allen.
Il titolo originale, intraducibile in italiano e pertanto lasciato invariato, è un gioco di parole che si basa sull'omofonia tra Claus (il nome inglese di Babbo Natale, Santa Claus) e Clause (letteralmente clausola, in quanto il protagonista dovrà sottostare, durante l'avventura narrata nel film, a una serie di clausole contrattuali).

## Trama
Scott Calvin è un padre divorziato con un figlio, Charlie. La notte di Natale vengono svegliati da un rumore sul tetto. Uscito per scoprire cosa fosse successo, Scott vede un uomo e urlando gli intima di allontanarsi dalla sua abitazione: così facendo però fa scivolare l'uomo che cade a terra morendo sul colpo. Il defunto sembra essere Babbo Natale, che sparisce liquefacendosi e lasciando a terra solamente il vestito e il biglietto da visita, che non è altro che un contratto che dichiara che se fosse successo qualcosa a Babbo Natale chi ha provocato il danno avrebbe dovuto mettersi il vestito e continuare da dove Santa Claus aveva lasciato. Scott, per accontentare il figlio, mette il vestito di Babbo Natale e inizia a trasportare doni di tetto in tetto.
Il loro viaggio si conclude al Polo Nord, dove il capofolletto Bernard regala a Charlie una palla di vetro e dopo lo manda a fare un giro della fabbrica guidato da un altro folletto, Larry. Appena da soli, Bernard cerca di convincere Scott della sua nuova identità di Santa Claus. La mattina dopo Scott si risveglia nel suo letto e crede che sia stato tutto solamente un sogno, ma addosso ha ancora il bellissimo pigiama che gli aveva dato Judi, una folletta che lo aveva condotto la sera prima in camera sua.
Presto incominciano ad accadere a Scott cose strane: l’uomo comincia a guadagnare peso, gli cresce a vista d'occhio una barba grigia (la rasatura non ha effetto), e i suoi capelli imbiancano (malgrado tutti i tentativi di tingerli). 
La trasformazione di Scott è veloce ed evidente, e questo gli crea numerosi problemi sia lavorativi che con la sua ex moglie Laura. Questa ed il suo nuovo marito, lo psicologo Neil Miller, pensano che i cambiamenti siano solamente dei tentativi di Scott per essere più gradito agli occhi del figlio, e, preoccupati, decidono di privarlo del diritto di vederlo.
Una sera Scott si reca da Charlie per salutarlo per l'ultima volta e chiede a Laura di lasciarli un momento da soli per salutarsi bene. In quel momento compare Bernard per portare Scott al Polo Nord e così Charlie va con loro. Laura, preoccupata, denuncia l'ex marito pensando che avesse rapito il figlio e così i poliziotti vengono ben informati e preparati all'arrivo di Scott vestito da Santa Claus. Intanto al Polo Nord i preparativi per il Natale continuano.
La notte di Natale, Scott viene arrestato mentre si sta intrufolando con i regali in casa Miller, sorvegliata appunto dai poliziotti. Dopo essere stato fatto evadere da una simpatica squadra di folletti, Scott riesce a riprendere il suo lavoro di Santa Claus e dimostra così a tutti di essere realmente Babbo Natale.
Laura infine getta le carte che avevano impedito a Scott di vedere suo figlio nel camino e gli dà il permesso di visitare Charlie in qualsiasi momento.
Il bambino è molto dispiaciuto del fatto di non poter vedere più suo padre, ma Bernard gli dice che la palla che gli ha regalato ha un potere: ogni volta che la agiterà, Scott verrà da lui.
Così la serata si conclude felicemente per tutti.

## Distribuzione
Il film uscì nelle sale statunitensi l'11 novembre 1994. In Italia, invece, è uscito il 1º dicembre 1995.

### Versione italiana
La direzione del doppiaggio e i dialoghi italiani sono stati curati da Francesco Vairano per conto della Cast Doppiaggio srl. La sonorizzazione, invece, venne affidata alla SEFIT.

## Riconoscimenti
- Young Artist Awards
  - Miglior performance giovane (Eric Lloyd)

## Sequel
- Che fine ha fatto Santa Clause?
- Santa Clause è nei guai
- Nuovo Santa Clause cercasi